# مقاطعة قزل تبه
مقاطعة قزل تبه هي مقاطعة في ولاية نواوي في أوزبكستان، ومركزها مدينة قزل تبه.